# Yūki Kobayashi (calciatore 1988)
Yūki Kobayashi (小林 裕紀?, Kobayashi Yūki; Morioka, 18 ottobre 1988) è un ex calciatore giapponese, di ruolo centrocampista.